# Saryssou (rivière)
Pour les articles homonymes, voir Saryssou.
Le Saryssou (en kazakh : Сарысу) est une rivière endoréique du Kazakhstan. Long de 800 km, il coule au Kazakhstan dans les oblys de Karaganda et de Kyzylorda. Il a donné son nom au district éponyme.

## Description
Le Saryssou prend sa source au-dessus d’Atassou, et coule vers l’ouest jusqu’à Kzyl-DJar, et se dirige alors au sue-ouest jusqu’à Birlestik et Janabas. Toujours plus vers le sud, il achève sa course dans une série de petits lacs, souvent à sec, appelés Ozera Segiz.
Il a été un tributaire du Syr-Daria, et il est possible qu’il fournisse encore des apports souterrains, mais en surface, il disparaît à plus de 100 km du fleuve.
Sary su signifie « eau jaune » en langues turques.

## Affluents
Le cours d’eau est alimenté par quelques tributaires mineurs tels que le Jaksy-Saryssou, le Narbak, et le Chotan, ainsi que par le Каrа-Kenguir, un cours d’eau de 295 km.